# 乳夹
乳夹，是各种作用于乳头的夹具。乳夹通过给乳头施加压力一制造疼痛。有些人看到乳夹会产生快感。乳夹通常会用于一些BDSM的活动。使用乳夹经常会被认为是离经叛道或与性有关的行为。

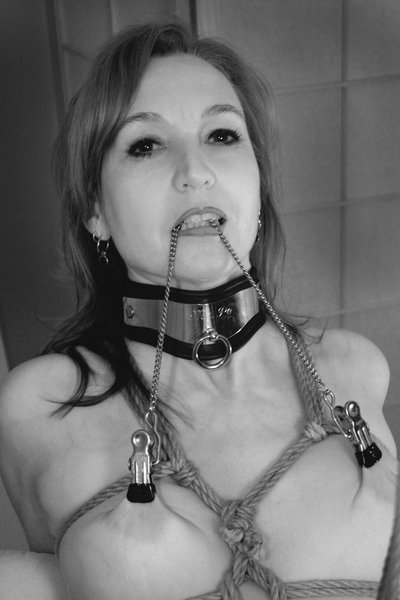

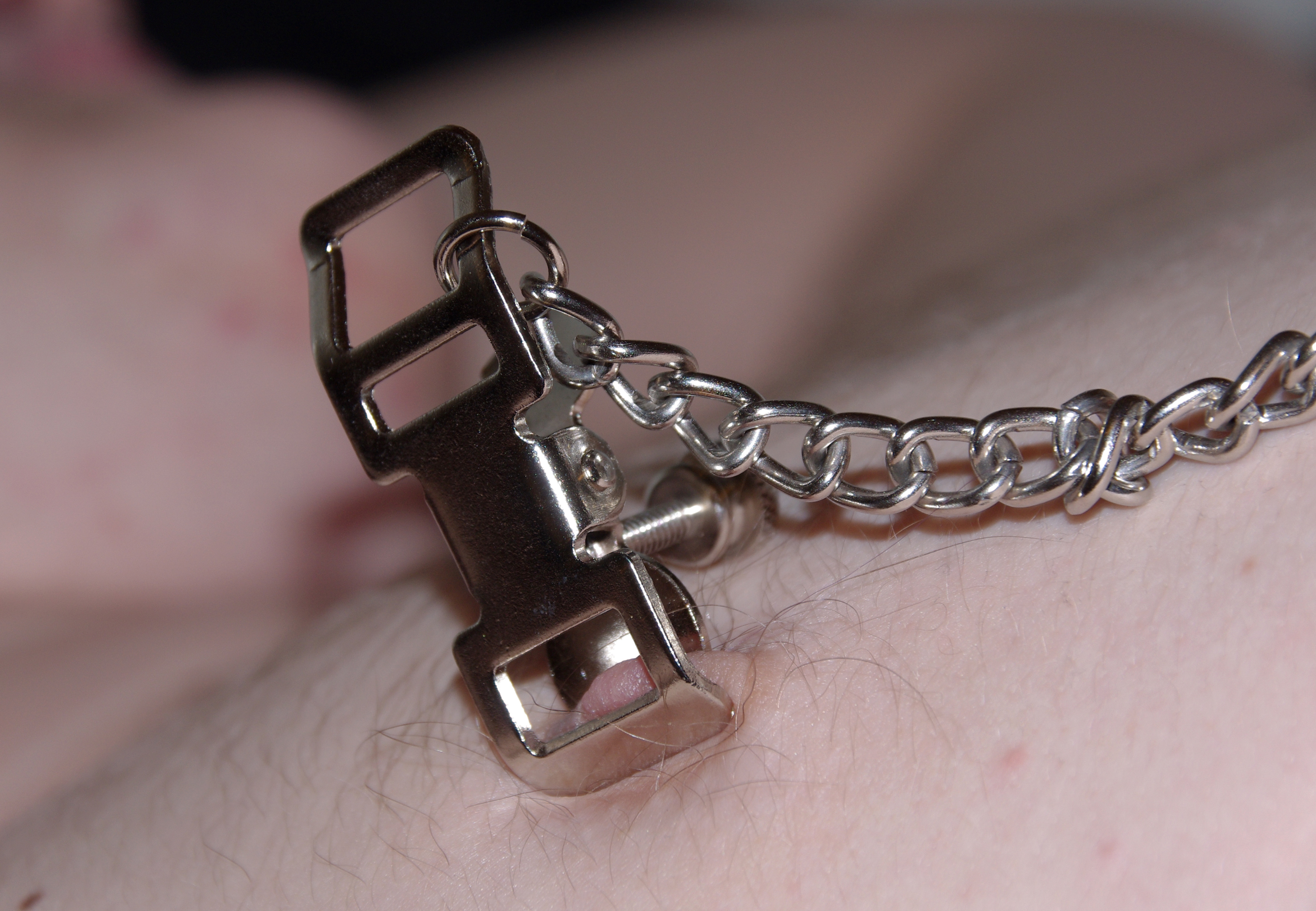
衣夹式乳夹，使用螺杆来调整压力

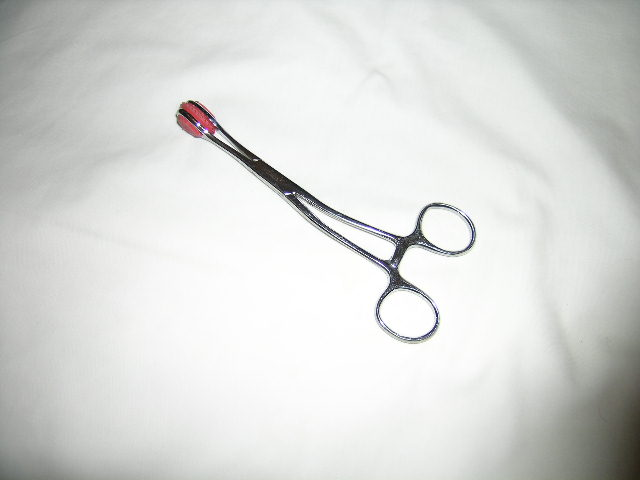
钳镊类乳夹

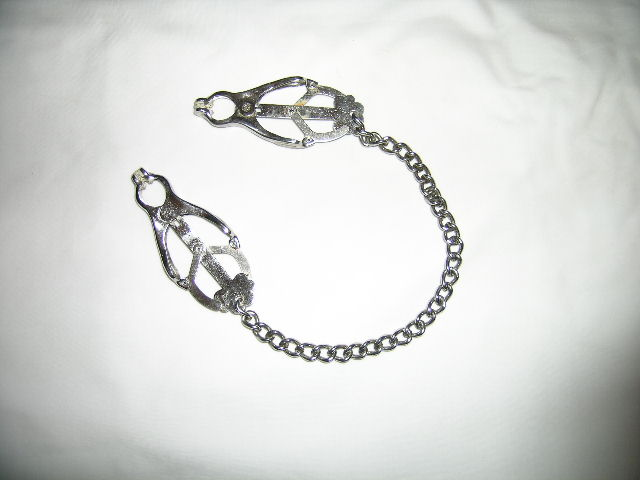
三叶草类乳夹

乳夹的类型主要有三叶草钳类，镊钳类，和衣夹类。乳夹通常会使用链子相连，使用乳夹会增加乳头的压力，當被乳夾夾著，並遭到鞭打等涉及身體的動作時，会加剧乳头的疼痛。
使用链子将会女性阴蒂或男性阴茎环和乳头上的乳夹，这种方式被称为“Y夹子”。

## 衣夹式
衣夹式乳夹的工作原理就像普通的家用衣夹--两根短长度的金属，连接着一个弹簧来保持一端的闭合；它最简单的形式就是用鳄鱼夹做的。其锯齿状的下颌通常覆盖着可移动的橡胶护套，以保护乳头免受伤害并减少疼痛。这种类型经常带有螺丝来调节压力。

## 钳镊式
钳镊式乳夹由两个短长度的金属组成，长度不超过5-10厘米(2-4英寸)。两个金属固定在一端，在另一端打开(就像普通的镊子一样)。开口的末端稍微弯曲，以提高他们握住乳头的能力。通常，在这一端有很小的1厘米的橡胶护套，以保护乳头免受损害和减少滑动。有一个小环包裹在两块金属周围，用来调整张力。施虐者将金属头的两侧放置在受虐者乳头的两侧，然后通过沿着夹紧轴向乳头滑动环，使这两部分紧密地合在一起。因此，张力可以根据环的位置来调整--环沿轴向乳头越近，夹子就越紧。

## 三叶草类
三叶草乳夹，也称为“蝴蝶夹”，是由日本设计的，如果拉它，将会提供越来越大的张力。夹子本身是平的，大小约5厘米乘10厘米(2乘4英寸)。夹子夹在乳头上，由于弹簧张力使夹子固定。这种夹子通常会提供非常大的疼痛感，因此其通常只供更有经验的施虐者使用。为了增加乳头的张力，可以将小重量的物品附加，如钓鱼钩附着在夹子的末端。随着拉力的增加，将导致夹钳的嘴关闭更紧，这取决于拉力的大小。另一种方法是用夹子把一个人固定在一个地方，如果把绳索从夹子绑到固定的地方，夹子的佩戴者就不能移动，因为夹子在移动时会紧固。最终，在感觉到相当大的疼痛之后，夹子会被拔掉乳头。如果夹子开得太久，就会引起乳头发炎。